# پی‌زد کوسونز
پی‌زد کوسونز (انگلیسی: PZ Cussons) شرکت صنایع شیمیایی بریتانیایی است، که در سال ۱۸۷۹ تأسیس شد.